# 新城镇 (大悟县)
新城镇，是中华人民共和国湖北省孝感市大悟县下辖的一个乡镇级行政单位。

## 行政区划
新城镇下辖以下地区：
新城街道社区、金岭村、红畈村、新府村、段湾村、老山村、韩河村、丁湾村、金畈村、涂冲村、熊湾村、毛集村、严河村、江冲村、新城村、民主村、杨垅村、李河村、五冲村、梁河村、魏湾村、长岭村、王湾村、大畈村、朱湾村和吕冲村。